# Ковалево-Поморське
Ковале́во-Поморське (пол. Kowalewo Pomorskie, нім. Schönsee, Kreis Briesen) — місто в центральній Польщі в районі Хелмінських озер.
Належить до Голюбсько-Добжинського повіту Куявсько-Поморського воєводства.

## Демографія
Демографічна структура станом на 31 березня 2011 року:
|          | Загалом | Допрацездатний вік | Працездатний вік | Постпрацездатний вік |
| -------- | ------- | ------------------ | ---------------- | -------------------- |
| Чоловіки | 2048    | 400                | 1425             | 223                  |
| Жінки    | 2212    | 411                | 1308             | 493                  |
| Разом    | 4260    | 811                | 2733             | 716                  |